# Truckin' Up to Buffalo
Albums de Grateful Dead
Grateful Dead Download Series Volume 3
(2005) Grateful Dead Download Series Volume 4
(2005)
Truckin' Up to Buffalo est un album live du Grateful Dead sorti en 2005.
Ce double album, bande originale du DVD du même nom, reprend l'intégralité du concert donné le 4 juillet 1989 au Rich Stadium d'Orchard Park, dans la banlieue de Buffalo (État de New York).

## Titres

### CD 1
1. Bertha (Robert Hunter, Jerry Garcia) - 7:57
2. Greatest Story Ever Told (Hunter, Mickey Hart, Bob Weir) - 4:36
3. Cold Rain and Snow (trad. arr. Grateful Dead) - 6:45
4. Walkin' Blues (Robert Johnson) - 6:57
5. Row Jimmy (Hunter, Garcia) - 10:50
6. When I Paint My Masterpiece (Bob Dylan) - 6:09
7. Stagger Lee (Hunter, Garcia) - 6:01
8. Looks Like Rain (John Barlow, Weir) - 7:11
9. Deal (Hunter, Garcia) - 7:53
10. Touch of Grey (Hunter, Garcia) - 6:30
11. Man Smart, Woman Smarter (Norman Span) - 8:47

### CD 2
1. Ship of Fools (Hunter, Garcia) - 8:13
2. Playing in the Band (Hunter, Hart, Weir) - 3:30
3. Terrapin Station (Hunter, Garcia) - 12:18
4. Drums (Hart, Bill Kreutzmann) - 9:00
5. Space (Garcia, Phil Lesh, Weir) - 7:28
6. I Will Take You Home (Brent Mydland) - 3:53
7. All Along the Watchtower (Dylan) - 5:52
8. Morning Dew (Bonnie Dobson, Tim Rose) - 11:10
9. Not Fade Away (Buddy Holly, Norman Petty) - 10:08
10. U.S. Blues (Hunter, Garcia) - 6:03

## Musiciens
- Jerry Garcia : guitare, chant
- Mickey Hart : batterie
- Bill Kreutzmann : batterie
- Phil Lesh : basse, chant
- Brent Mydland : claviers, chant
- Bob Weir : guitare, chant